# Riitta Salin
Riitta Liisa Salin z domu Hagman (ur. 16 października 1950 w Helsinkach) – fińska lekkoatletka, sprinterka, dwukrotna medalistka mistrzostw Europy w 1974.
Specjalizowała się w biegu na 400 metrów. Zajęła 8. miejsce w sztafecie 4 × 400 metrów na mistrzostwach Europy w 1969 w Atenach. Na kolejnych mistrzostwach Europy w 1971 w Helsinkach również wystąpiła tylko w biegu sztafetowym 4 × 400 metrów, w którym zajęła 7. miejsce. Na halowych mistrzostwach Europy w 1974 w Göteborgu odpadła w eliminacjach biegu na 400 metrów.
Zdobyła złoty medal w biegu na 400 metrów (przed Ellen Streidt z Niemieckiej Republiki Demokratycznej i Ritą Wilden z Republiki Federalnej Niemiec) oraz srebrny medal w sztafecie 4 × 400 metrów (która biegła w składzie: Marika Eklund, Mona-Lisa Pursiainen, Pirjo Wilmi i Salin) na mistrzostwach Europy w 1974 w Rzymie. Wynik Salin uzyskany w finale biegu na 400 metrów – 50,14 s – był nowym rekordem świata mierzonym automatycznie (rekord świata przy pomiarze ręcznym należał od czerwca tego roku do Ireny Szewińskiej i wynosił 49,9 s). Została wybrana najlepszym sportowcem Finlandii w 1974.
Na igrzyskach olimpijskich w 1976 w Montrealu Salin zajęła 7. miejsce w finale biegu na 400 metrów oraz 6. miejsce w sztafecie 4 × 400 metrów (która biegła w tym samym składzie, co na mistrzostwach Europy w 1974).
Salin była mistrzynią Finlandii w biegu na 200 metrów w 1974 i 1975 oraz w biegu na 400 metrów w latach 1975–1977, a także halową mistrzynią swego kraju w biegu na 400 metrów w 1970, 1974 i 1976.
Czterokrotnie poprawiała rekord Finlandii w biegu na 400 metrów aż do wspomnianego wyżej czasu 50,14 s, czterokrotnie w sztafecie 4 × 100 metrów do wyniku 43,95 s (30 sierpnia 1975 w Helsinkach) i również czterokrotnie w sztafecie 4 × 400 metrów do rezultatu 3:25,7, uzyskanego 8 września 1974 podczas ME w Rzymie. Do tej pory (maj 2021) wyniki Salin w biegu na 400 metrów i w sztafecie 4 × 400 metrów są rekordami Finlandii.
Mąż Riitty Sali Ari Salin był lekkoatletą płotkarzem, olimpijczykiem z 19782, a brat Matti Hagman i bratanek Niklas Hagman hokeistami, również olimpijczykami.